# امپراتوری شر

ریگان در NAE، سال ۱۹۸۳

امپراتوری شر یا امپراتوری شیطان (به انگلیسی: Evil empire) اصطلاحی بود که اولین بار توسط رونالد ریگان، رئیس جمهور آمریکا در ژوئن سال ۱۹۸۲ برای نام بردن از اتحاد جماهیر شوروی استفاده شد. این سخن دور جدیدی از رقابت‌ها را میان دو بلوک آغاز کرد و به جنگ سرد شدت بخشید. این اصطلاح در اواخر جنگ سرد نقش مهمی داشت. با پایان جنگ سرد و فروپاشی شوروی از این اصطلاح استفاده‌های دیگری هم شده‌است.

## استفاده‌های بعدی
- در بین گروه‌های هکری از این اصطلاح معمولاً در مورد شرکت مایکروسافت و روش‌های تجاری آن استفاده می‌شود.
- گروه‌های مخالف شرکت در اتحادیهٔ اروپا، همچون حزب استقلال بریتانیا، از این اصطلاح در مورد اتحادیهٔ اروپا استفاده می‌کنند.
- پس از حملات تروریستی ۱۱ سپتامبر ۲۰۰۱، جرج بوش، رئیس جمهور وقت آمریکا، از اصطلاح «محور شرارت» در مورد ایران، عراق، کره شمالی (و/یا سوریه) استفاده می‌کرد. این به نوعی ترکیب «امپراتوری شر» ریگان و «دول محور» در جنگ جهانی دوم است.